# Ladislav Čepčianský
Ladislav Čepčianský (Nitrianska Streda, Checoslovaquia, 2 de febrero de 1931) es un deportista checoslovaco que compitió en piragüismo en la modalidad de aguas tranquilas. Ganó una medalla de plata en el Campeonato Mundial de Piragüismo de 1958 en la prueba de K1 10 000 m.
Participó en dos Juegos Olímpicos de Verano en los años 1956 y 1960, sus mejores actuaciones fueron dos sextos puestos logrados en Melbourne 1956 en las pruebas de K1 1000 m y K1 10 000 m.

## Palmarés internacional
| Campeonato Mundial | Campeonato Mundial     | Campeonato Mundial | Campeonato Mundial |
| Año                | Lugar                  | Medalla            | Evento             |
| ------------------ | ---------------------- | ------------------ | ------------------ |
| 1958               | Praga (Checoslovaquia) | Medalla de plata   | K1 10 000 m        |